# Sarah Bro
Sarah Bro (Copenhague, Dinamarca 4 de marzo de 1997) es una nadadora danesa especialista en estilo libre olímpica en los Río de Janeiro 2016.
Fue medalla de bronce en el campeonato mundial de natación en piscina corta de 2014 celebrado en Doha (Catar) con el relevo de 4x50 metros libre.

## Palmarés internacional
| Campeonato Mundial de Natación en Piscina Corta | Campeonato Mundial de Natación en Piscina Corta | Campeonato Mundial de Natación en Piscina Corta | Campeonato Mundial de Natación en Piscina Corta |
| Año                                             | Lugar                                           | Medalla                                         | Prueba                                          |
| ----------------------------------------------- | ----------------------------------------------- | ----------------------------------------------- | ----------------------------------------------- |
| 2014                                            | Doha (Catar)                                    | Medalla de bronce                               | 4x50 m libre                                    |